# Феромагнитен резонанс

## Общи сведения
Феромагнитен резонанс (ФМР) представлява резонансно поглъщане на микровълни от феромагнит, дължащо се на магнитните (диполни) моменти на магнита, които прецесират с честота на Лармор. ФМР се използва като спектроскопична техника за измерване на намагнитването на феромагнитни материали, както и за изследване на спинови вълни и динамика в атомите. Явлението е открито от В. К. Аркадиев, при наблюдение на поглъщането на ултракъси вълни от феромагнитни материали през 1911. Качествено обяснение на ФМР, както и обяснение на резултатите на Аркадиев е предложено от Я. Г. Дорфман през 1923, когато той предположил, че оптичните преходи причинени от ефекта на Зееман могат да бъдат използвани за изучаване на феромагнитни структури. ФМР е подобен на ядрения магнитен резонанс, с разликата, че първият се отнася до магнитните моменти на електроните, а втория до същите в атомните ядра.
Феромагнитен резонанс възниква поради прецесионното движение на магнитите моменти на електроните във феромагнитен материал разположен във външно постоянно магнитно поле. Магнитното поле упражнява въртящ момент на магнитните диполи, което причинява прецесията на магнитните моменти. Честотата на прецесия зависи от ориентацията на магнитните домени спрямо магнитното поле и интензитета на последното.
Основната конфигурация на експеримента изучаващ резонансното явление се състои от резонансна кухина с електромагнит създаващ постоянно магнитно поле. Резонансната кухина е с размери съответстващи на честота от свръхвисокочестотния (СВЧ) обхват. В единия край на кухината е поставен сензор за детектиране на микровълни и магнитно поле. Когато се измерват микровълни магнитното поле намалява. Когато честотата на прецесия и честотата на резонансната кухина са едни и същи, ефектът на абсорбция се увеличава, което се засича като намаляване на интензитета на полето при сензора.

## Взаимодействие на СВЧ електромагнитно поле с неограничена анизотропна феритна среда
Във физиката и техниката на свръхвисоки честоти намират приложение феромагнитните полупроводници – ферити. Тези вещества обединяват свойствата на диелектрици, полупроводници и феромагнетици. В химическо отношение феритите са производни сиединения на магнетита и имат емпирична формула {\displaystyle Me^{++}Fe_{2}O}, където {\displaystyle Me^{++}} е двувалентен йон на някои от елементите никел, цинк, магнезий, манган и др. Магнитните им свойства са подобни на тези на елементите никел, желязо, кобалт, гадолиний. Многостранното приложение на феритите се определя от техните специфични особености. В зависимост от технологията на приготвянето им и от химичния състав, кристалната структура и наличие на примеси, те притежават високо специфично електрическо съпротивление от {\displaystyle 10^{2}} до {\displaystyle 10^{10}\Omega cm} и начална относителна магнитна проницаемост {\displaystyle 3000}. В електрическо поле феритите се поляризират и се отнасят като диелектрици, диелектричната им проницаемост в областта на свръхвисоките честоти се движи между 5 и 20. и се изменя с честотата. Ненамагнитеният ферит е изотропно магнитодиелектрична среда със скаларна магнитна проницаемост. Ако ферит се поляризира с постоянно магнитно поле до насищане и се въздейства със СВЧ магнитно поле в равнина перпендикулярна на постоянното магнитно поле, то той придобива различни магнитни свойства в различни направления. Магнитната му проницаемост за СВЧ поле се определя от жироскопичните свойства на електроните.
Магнитните свойства на реална феритна среда се обуславят от съвместното действие на некомпенсирани електронни спинове. Поради голямото квантово число може да се въведе макроскопичен усреднен вектор на магнитния момент на ферита. Разглежда се идеална и неограничена феритна среда, върху която е приложено постоянно еднородно магнитно поле {\displaystyle \mathbf {H_{0}} [A/m]}, намагнитващо ферита до насищане. Нека посоката на {\displaystyle \mathbf {H_{0}} } съвпада с координата {\displaystyle z} от координатна система {\displaystyle Oxyz}. Въртящият момент, действащ на изолиран електрон в постоянно магнитно поле се определя от векторното произведение:
{\displaystyle \mathbf {T} =\mathbf {m_{s}} \times \mathbf {H_{0}} ,}
където {\displaystyle \mathbf {m_{s}} } е магнитния момент на електрона. За усреднения вектор на магнитния момент на единица обем от ферита се записва векторното диференциалното уравнение:
{\displaystyle {\frac {d\mathbf {m} }{dt}}=\mu _{0}\gamma (\mathbf {m} \times \mathbf {H_{0}} ),}
където {\displaystyle \mathbf {m} [Am^{2}]} е магнитния момент, {\displaystyle \mu _{0}} е магнитната проницаемост на вакуума и {\displaystyle \gamma } е жиромагнитния коефициент (магнито-механично отношение). Решението на това уравнение е постоянен по времето вектор {\displaystyle \mathbf {m} }, който извършва прецесия около приложеното постоянно магнитно поле {\displaystyle \mathbf {H_{0}} }. За ъгловата скорост на прецесия може да се запише:
{\displaystyle \mathbf {\omega _{0}} =\mu _{0}\gamma \mathbf {H_{0}} }
Нека заедно с постоянното външно, намагнитващо до насищане поле {\displaystyle \mathbf {H_{0}} } на ферита се въздейства с линейно поляризирано СВЧ магнитно поле с амплитуда {\displaystyle h_{m}} в равнината {\displaystyle xy}. Последното предизвиква малки отклонения на магнитните моменти от тяхното равновесно положение, което довежда до изменение на намагнитеността, т.е. до поява на високочестотна съставка {\displaystyle M_{h}} на намагнитеността. Връзката между {\displaystyle M_{h}} и {\displaystyle h} определя магнитната възприемчивост на ферита. Линейното поляризирано поле {\displaystyle h} може да се представи като наслагване на кръгови поляризирани полета, въртящи се в противоположни посоки {\displaystyle 0.5h_{m}}. Компонентата, която се върти по посока на прецесията на вектора {\displaystyle \mathbf {m} } е {\displaystyle h+}, а компонентата, която се върти в обратна посока {\displaystyle h-}. Спиновата система поглъща енергия от положителната компонента на полето. По този начин конуса на прецесия се увеличава след което ъгълът на прецесия остава постоянен, като се компенсират загубите във ферита чрез енергията, отдадена от положителната компонента {\displaystyle h+} на променливото магнитно поле. Аналогичен анализ показва, че подобно поглъщане на енергия от {\displaystyle h-} няма, тъй като вектора на въртящия момент {\displaystyle \mathbf {T} } сменя посоката си два пъти в течение на едно завъртане на {\displaystyle h-}. От казаното дотук следва, че намагнитената до насищане феритна среда се отнася различно спрямо СВЧ полета с противоположна кръгова поляризация, т.е. притежава различна магнитна проницаемост за {\displaystyle h+} и {\displaystyle h-}. СВЧ магнитна индукция и СВЧ магнитно поле във ферита за всяка компонента са свързани със съотношенията:
{\displaystyle \mathbf {b_{+-}} =\mu _{+-}\mathbf {h_{+-}} }
Количествените съотношения между СВЧ поле и магнитната индукция може да се изведе математически чрез решения на линеаризираното уравнение на движение на магнитния момент на феритната среда, върху която е приложено постоянно магнитно поле по оста {\displaystyle 0z} и СВЧ поле в равнината {\displaystyle xy}:
{\displaystyle {\frac {d\mathbf {m} }{dt}}=\mu _{0}\gamma (\mathbf {m} \times \mathbf {H} ),}
където:
{\displaystyle \mathbf {m} =\mathbf {m_{0}} +\mathbf {m} e^{j\omega t}=\mathbf {a_{x}} m_{x}e^{j\omega t}+\mathbf {a_{y}} m_{y}e^{j\omega t}+\mathbf {a_{z}} m_{0},}
{\displaystyle \mathbf {H} =\mathbf {H_{0}} +\mathbf {h} e^{j\omega t}=\mathbf {a_{x}} h_{x}e^{j\omega t}+\mathbf {a_{y}} h_{y}e^{j\omega t}+\mathbf {a_{z}} H_{0},}
където {\displaystyle \mathbf {a} } са единичните вектори, а {\displaystyle j={\sqrt {-1}}}. Така векторното уравнение за магнитния момент се свежда до система от три линейни комплексни уравнения:
{\displaystyle j\omega m_{x}-\mu _{0}\gamma H_{0}m_{y}=-\mu _{0}\gamma M_{0}h_{y}}
{\displaystyle j\omega m_{y}+\mu _{0}\gamma H_{0}m_{x}=\mu _{0}\gamma M_{0}h_{x}}
{\displaystyle j\omega m_{z}=0}
Тези уравнения дават връзката между {\displaystyle m} и {\displaystyle h} или тензоите на магнитната възприемчивост и на магнитната проницаемост във функция от честотата на полето {\displaystyle \omega } и от честотата на прецесия {\displaystyle \omega _{0}}. При {\displaystyle \omega =\omega _{0}} комонентите на тензорите клонят към безкрайност, което следва от първоначалното предположение за липса на загуби във феритната среда. Съществуването на енергийни загуби в реалните ферити, което води до затихване на движението на магнитния момент, се изразява количествено чрез въвеждане на член на затихване в дясната страна на уравнението за движение записан от Ландау-Лифшиц:
{\displaystyle {\frac {d\mathbf {m} }{dt}}=\mu _{0}\gamma (\mathbf {m} \times \mathbf {H} )-{\frac {\mu _{0}\alpha \gamma \mathbf {M} \times (\mathbf {M} \times \mathbf {H} )}{M}},}
коефициентът {\displaystyle \alpha <<1} се определя по експериментален път и е свързан с ширината на линията на феромагнитния резонанс.
Анализът на подобни явления намира практическо приложение във феритните фазорегулатори, където се постига контрол на фазата на електромагнитната вълна от СВЧ обхвати (напр. 10 GHz) чрез промяна на интензитета на постоянното магнитно поле {\displaystyle H_{0}}.